# Kyenjojo
Kyenjojo est une ville de l'ouest de l'Ouganda, capitale du district de Kyenjojo.

## Source
- (en) Cet article est partiellement ou en totalité issu de l’article de Wikipédia en anglais intitulé « Kyenjojo » (voir la liste des auteurs).